# Proteagailovca
Proteagailovca è un comune della Moldavia di 3.142 (dati 2004) abitanti
facente parte della municipalità di Tighina e quindi sotto il controllo della repubblica separatista di Transnistria nonostante sia locata nella parte occidentale del fiume Dnestr.

## Società

### Evoluzione demografica
Dei 3.142 abitanti nel 2004, 1.482 sono russi, 756 Moldavi e 658 Ucraini.